# 陳寧寧 (商人)
陳寧寧，BBS，JP（？—，Diana Chen) ，生於北京，香港居民，香港企业家。畢業於美國纽约科技学院，獲經濟學學士及工商管理碩士。外界有“鋼鐡公主”之稱號。
現為香港嘉鑫控股集團有限公司控制性股東並任該公司董事長及總裁。塞舌爾共和國總領事(兼駐香港及澳門特別行政區名譽領事)、塞舌爾共和國駐華大使顧問、塞中友好及商務協會會長。

## 生平
陳寧寧在2010年被委任為香港太平紳士; 並於 2013年獲得由香港特區政府頒授的銅紫荊星章。
2009年獲國家最高領導人頒發全國民族團結進步獎。
此外，陳女士亦定期於信報 、星島日報及太陽報發表文章，對政府政策及社會問題發表意見。

## 公務職銜
- 香港百仁基金會會長
- 一東基金主席
- 香港公開大學校董會成員
- 香港菁英會名譽主席
- 蒙港青年交流促進會名譽副會長
- 港區省級政協委員聯誼會青年委員會副主任
- 香港友好協進會會員
- 香港青少年軍總會榮譽會長
- 香港青聯交流基金榮譽主席
- 香港北京交流協進會常務理事
- 孔教學院常務副院長
- 北京市第十一、十二、十三屆政協委員
- 中華海外聯誼會第三、四、五屆理事會理事
- 北京海外聯誼會第八屆理事會理事